# Modèles de récession
Les modèles de récession sont les formes que peuvent prendre des récessions lorsqu'elles sont représentées graphiquement. Ces modèles ne font pas l'objet de théorisation spécifique. Ces modèles sont régulièrement utilisés dans les médias afin de décrire la reprise de la croissance. Ces raccourcis informels permettent de simplifier la durée et la modalité du retour à la croissance, selon que cette croissance soit en forme de V, d'U, de W ou encore de L. 

## Modèle en V
La reprise en V est la reprise la plus rapide. En peu de temps, l'économie retrouve son niveau d'avant-crise. Une forte récession est donc suivie d'une reprise aussi forte. Les reprises en V sont souvent permises par une politique budgétaire de soutien à l'économie.
Si certains économistes considèrent les reprises en V comme les plus probables après une crise sanitaire, d'autres considèrent que ces théories omettent la destruction d'entreprises et de capitaux qui a lieu pendant la crise sanitaire. Une récession après une crise sanitaire aurait donc une forme en U.

## Modèle en U
Le modèle en U indique que la récession qui frappe l'économie la fait stagner avant que la reprise ne s'enclenche. Il s'agit donc d'une récession prolongée.

## Modèle en W
La récession en forme de W est une récession qui est rapidement compensée par des gains de croissance, avant une nouvelle rechute à nouveau compensée par une reprise de la croissance. Elle est qualifiée de double dip (« double chute ») en anglais. Le modèle en W est typique des économies qui bénéficient d'un gain de croissance mécanique après une récession, mais dont les destructions économiques engendrées par la première récession ne permet pas de soutenir la croissance.

## Modèle en L
Le modèle en L (ou hockey stick recession en anglais) est celui d'une récession qui affecte durablement l'économie, de telle sorte qu'elle ne se relève que très longtemps après avoir été affectée. Elle arrive notamment lors de l'explosion d'une bulle.

## Modèle en racine carrée inversée
La récession en racine carrée inversée est une récession où, après une chute et une remontée rapide, la croissance reste sous son niveau d'avant-crise.